# Орден Верности (Албания)
Орден Верности (орден Беза; алб. Urdhëri i Besës) — албанский орден, который был учреждён 22 декабря 1926 года президентом Албанской республики (в дальнейшем — королём Албании) Ахметом Зогу. 
Орден был разделён на несколько степеней. Первоначально степеней было четыре: большой крест, великий офицер, командор и рыцарь; с 1933 года — три: большой крест со звездой, командор и рыцарь. После фактического присоединения Албании к Италии в годы Второй мировой войны орден продолжал вручать от лица короля Италии и Албании Виктора Эммануила III. Орден Верности никогда не восстанавливался ни в социалистической, ни в современной Албании, но продолжает вручаться, как династический орден потомками короля Ахмета Зогу (фактически, частными лицами). На сегодняшний день разделён на шесть степеней и может вручаться как мужчинам, так и женщинам. Самопровозглашённым главой ордена является «король Албании в изгнании» Лека II Зогу.